# Призма Волластона

Будова та схема дії призми Волластона

Призма Волластона — оптичний елемент, що дозволяє працювати з поляризованим світлом. Він розділяє випадково поляризоване або неполяризоване світло на два пучки з лінійною поляризацією. Будову цієї призми запропонував Вільям Гайд Волластон, тому вона носить його ім'я.
Призма Волластона складається з двох кальцитових призм зі склеєними основами (зазвичай канадським бальзамом) так, що вони утворили дві трикутні призми з перпендикулярними оптичними осями. На виході з призми пучок світла розділяється на два пучки поляризованого світла, що розходяться під певним кутом, значення якого залежить від кута склеювання та довжини хвилі світла. Продаються призми з кутами розходження від 15° до 45°.